# Myotis nesopolus
Myotis nesopolus är en fladdermusart som beskrevs av Miller 1900. Myotis nesopolus ingår i släktet Myotis och familjen läderlappar. IUCN kategoriserar arten globalt som livskraftig. Inga underarter finns listade i Catalogue of Life. Wilson & Reeder (2005) skiljer mellan två underarter.
Denna fladdermus förekommer i norra Colombia och norra Venezuela. Den vistas i halvtorra områden och bildar vid viloplatsen mindre kolonier. Arten jagar små flygande insekter som flugor och nattfjärilar.